# Wertpapierhandelsgesetz
Das Wertpapierhandelsgesetz (WpHG) reguliert in Deutschland den Wertpapierhandel. Es dient insbesondere der Kontrolle von Dienstleistungsunternehmen, die Wertpapiere handeln, sowie Finanztermingeschäften, und auch dem Schutz des Kunden.

## Inhalt des Gesetzes
Ein wichtiger Bestandteil dieses Gesetzes ist die Stimmrechtsmitteilung nach § 33 Abs. 1 Satz 1 und Abs. 1a WpHG. Ferner werden die Meldepflichten der an den Börsen notierten Unternehmen konkretisiert. Für die Verletzung dieser Pflichten bestehen dann Schadensersatzansprüche. Die erforderlichen Angaben nach § 102 WpHG werden in der Marktzugangsangabenverordnung (MarktAngV) geregelt.
Für die Kontrolle ist die Bundesanstalt für Finanzdienstleistungsaufsicht (BaFin) zuständig.
Das WpHG verbietet Insidergeschäfte. Insiderstraftaten sind Offizialdelikte und werden daher von der Staatsanwaltschaft verfolgt. Es besteht gemäß § 23 Abs. 1 Satz 1 WpHG eine Anzeigepflicht von Verdachtsfällen gegenüber der BaFin. Verstöße durch Insiderhandel werden mit Freiheitsstrafe bis zu fünf Jahre oder mit Geldstrafe bestraft. Das Wertpapierhandelsgesetz gehört damit zum Nebenstrafrecht.
Darüber hinaus verpflichtet das WpHG die Wertpapierdienstleistungsunternehmen zu einer anlage- und anlegergerechten Anlageberatung sowie zur Einholung und Dokumentation von Angaben des Kunden zu seinen Erfahrungen, Anlagezielen, Vermögensverhältnissen und seiner Risikobereitschaft. Dazu ist eine Geeignetheitserklärung nach § 64 Abs. 4 WpHG vor Abgabe einer Wertpapierorder dem Kunden zu übergeben. § 87 WpHG sowie die WpHG-Mitarbeiteranzeigeverordnung – WpHGMaAnzV regeln das Beraterregister.